# Canción con todos
«Canción con todos» es una obra popular compuesta en 1969 por los argentinos Armando Tejada Gómez (letra) y César Isella (música). Considerada un clásico del cancionero popular argentino, ha sido popularizada en la voz de la cantante Mercedes Sosa.

## Historia
Isella ha contado que la primera vez que cantó «Canción con todos» fue en Chile, en una reunión con el entonces presidente Eduardo Frei Montalva (1964-1970). En 1995 volvió a cantarla en la cumbre de presidentes de Iberoamérica que se reunió en Punta Arenas (Chile); de la misma participaba el presidente de Chile, Eduardo Frei Ruiz Tagle, hijo de aquel. Isella le contó la anécdota. Ese día, cantó ante los presidentes la canción e invitó a los presidentes a cantarla con él. Entre ellos estaba Fidel Castro, Felipe González, Carlos Saúl Menem, el rey Juan Carlos I de España y otros.
En América Latina esta canción suele considerarse un tema popular anónimo, o bien una suerte de himno oficial. En 2014 el presidente de Ecuador, Rafael Correa, propuso a «Canción con todos» como himno de la Unión de Naciones Suramericanas (Unasur).

## Versiones
La canción ha sido versionada por muchos artistas, entre los cuales pueden destacarse los siguientes:
- En El caracol / Canción con todos (1972), del grupo chileno Huamarí.
- En Le chant des poètes révoltés / Vol 1 (1974), del grupo argentino Los Calchakis.
- En el festival de Quito «Todas las voces todas» (1996), por César Isella junto a Silvio Rodríguez, Fito Páez, Joaquín Sabina, Alberto Cortez, Víctor Heredia, Mercedes Sosa, Ángel e Isabel Parra, Inti-Illimani, León Gieco, Piero y Plaza, entre otros.
- En el mismo festival anterior en su edición del 2003, por César Isella junto a Buena Vista Social Club.
- En Caravana de sueños (1994), de Valeria Lynch.
- En la Gran Final del programa de talentos chileno La Voz Chile, fue interpretada por Jordan Matamala y Florencia Santibáñez acompañados de su coach, Beto Cuevas.